# アーロン・コープランド
アーロン・コープランド（Aaron Copland、1900年11月14日 - 1990年12月2日）は、20世紀アメリカを代表する作曲家のひとり。アメリカの古謡を取り入れた、親しみやすく明快な曲調で「アメリカ音楽」を作り上げた作曲家として知られる。指揮や著述、音楽評論にも実績を残した。

## 略歴
ニューヨーク州ブルックリンにおいて、ユダヤ系ロシア移民の息子として生まれた。14歳で本格的にピアノを習い始め、作曲家を志したのは15歳のときという。16歳からルービン・ゴールドマーク（オーストリアの作曲家カール・ゴルトマルクの甥）に作曲を師事する。
1921年、21歳のときにパリに留学、アメリカ音楽院でナディア・ブーランジェの弟子となる。パリ留学中にはジャズの要素を取り入れた曲を多く書いていたが、次第に一般大衆と現代音楽の隔たりを意識するようになる。
1924年に帰国すると、「アメリカ的」音楽を模索、アメリカ民謡を取材・研究し、これを取り入れた簡明な作風を打ち立てる。出世作『エル・サロン・メヒコ』（1936年）を経て発表された、『ビリー・ザ・キッド』（1938年）、『ロデオ』（1942年）、『アパラチアの春』（1944年）などのバレエ音楽が、コープランドのスタイルとして確立された作品といえる。
その後、再び純音楽的作品に戻り、十二音技法を用いるなど曲折の後、晩年は非常な寡作と成りアルツハイマー病を発症して創作活動を事実上終える。このようなコープランドの音楽スタイルの変遷は、そのままアメリカの音楽文化の形成過程を象徴しているとも指摘されている。

## 主要作品

### 舞台音楽
- 歌劇『入札地』（1954年）
- バレエ音楽『ビリー・ザ・キッド』（1938年）
- バレエ音楽『ロデオ』（1942年）
- バレエ音楽『アパラチアの春』（1944年）

### 映画音楽
- 廿日鼠と人間（1939年）
- 我等の町（1940年）
- 赤い仔馬（1948年）
- 女相続人（1949年）

### 交響曲・管弦楽作品
- オルガンと管弦楽のための交響曲（1924年）
- 舞踊交響曲（1922年 - 1925年、改1929年）
- 交響曲第1番（1928年、オルガンと管弦楽のための交響曲の改作版）
- 交響曲第2番『短い交響曲』（1934年）
- 交響曲第3番（1946年）
- 劇場のための音楽（1925年）
- 交響的頌歌（1927年 - 1928年、改1955年）
- エル・サロン・メヒコ（1936年）
- 野外序曲（戸外の序曲）（1937年、吹奏楽編曲1941年）
吹奏楽の分野では後者の訳が、それ以外では前者の訳が用いられることが多い。
- 静かな都会（クワイエット・シティ）（1941年、劇音楽1939年）
- 市民のためのファンファーレ（庶民のためのファンファーレ）（1942年）
- リンカーンの肖像（1943年）
管弦楽にリンカーン大統領の演説をナレーションとして配した作品。

### 協奏曲
- ピアノ協奏曲（1926年）
- クラリネット協奏曲（1950年）

ベニー・グッドマンの依頼による。

### 室内楽作品
- 六重奏曲（1937年）
- ヴァイオリン・ソナタ（1943年）
- ピアノ四重奏曲（1950年）

### ピアノ曲
- 3つのソネット（1918年）
- ピアノソナタ（1941年）
- 4つのピアノ・ブルース（1948年ごろ）
- ピアノ幻想曲（1957年）

### 声楽曲
- エミリー・ディキンソンの12の詩（1948-50年）
- アメリカの古い歌 第1集（1950年）
- アメリカの古い歌 第2集（1952年）

## 受賞歴

### アカデミー賞
受賞
1950年 アカデミードラマ・コメディ音楽賞：『女相続人』
ノミネート
1940年 アカデミー音楽賞、アカデミー作曲賞：『廿日鼠と人間』
1941年 アカデミー音楽賞、アカデミー作曲賞：『我等の町』
1944年 アカデミードラマ音楽賞：『電撃作戦』

## 著書
- 『音楽とイマジネーション』（塚谷晃弘訳／昭森社／1962）
- 『作曲家から聴衆へ――音楽入門』（塚谷晃弘訳／音楽之友社／1965）